# 端州区
端州区（たんしゅうく）は中華人民共和国広東省肇慶市に位置する市轄区。

## 歴史
隋代以前は高要県に属したが、589年（開皇9年）に初めて端州が設置された。1118年（重和元年）、北宋により端州は肇慶府と改称され、1949年11月以降は肇慶市に改編された。1988年3月に肇慶地区を地級市の肇慶市に、旧肇慶市を市轄区の端州区に改編され現在に至る。

## 行政区画
下部に4街道を管轄する
- 街道
  - 城東街道、城西街道、黄崗街道、睦崗街道